# Военные инвалиды (Российская империя)
Военные инвалиды — категория военнослужащих, служивших в формированиях войск с прилагательным «инвалидный» (рота, команда), существовавшая в XVIII—XIX веках, в Вооружённых силах Российской империи.
К современному понятию инвалиды (от инвалидность) относилась лишь часть данной категории военнослужащих, так называемые «неслужащие инвалиды», причём даже существовавшая не всё время существования инвалидных войск как части Российской Императорской Армии. Прочие категории «военных инвалидов» (известны как «служащие инвалиды») представляли внутренние войска (уездные и соляные инвалидные команды), госпитальную прислугу и части охраны особо важных объектов (оружейных и горных заводов, казённых фабрик, некоторых малых крепостей и тюрем) (номерные подвижные инвалидные роты). Кроме того, в составе полевых частей армии (полки и артиллерийские бригады) находились инвалидные роты (к 1874 году переименованные в нестроевые роты).

## До создания регулярной армии
В допетровское время не существовало обязательной военной службы не-дворянами, не был установлен срок службы, поэтому и проблема, куда деть военнослужащих (служивших «по прибору»), ставших негодными или ограниченно годными к службе, не возникала — их попросту увольняли с выходным пособием, выплачиваемым согласно царским указам.
К дворянам (поместные войска) применялись другие нормы — дворянин был обязан постоянно служить, так как дворянские поместья (в отличие от вотчины) не являлись собственностью дворян, и ставшего негодным к службе (в том числе по старости) помещика обязывали найти себе замену (преимущественно родственника) — в противном случае поместье отбиралось.

## Возникновение и разделение на служащих и неслужащих инвалидов
Со введением Петром Первым регулярной армии по рекрутскому набору (1699 год), с обязательной пожизненной службой (срок службы в 25 лет для отданных в рекруты был установлен лишь в 1793 году), вкупе с ведшейся Северной войной, появилась и категория (сословие) пожизненных военнослужащих, а в этом сословии появилась и значительная группа утративших возможность «служить в поле и море».
В 1710 году вышел один из первых указов, касавшихся категории утративших возможность «служить», но продолжавших числиться военнослужащими (ПСЗРИ, № 2249) — «Престарелых и раненых и увечных офицеров и урядников и солдат пересмотреть в военном приказе и годных разослать по губерниям, а негодных к посылке отослать в Московские богадельни».
«Отосланные по губерниям» и составили первых «служащих инвалидов» — став одной из части внутренних гарнизонных войск (официально созданных в 1711 году). В 1760 году было дополнено петровское положение об «Отосланных по губерниям», где составленные из них гарнизонные части в уездных городах впервые названы инвалидными командами (упомянута 31 уездная инвалидная команда). В 1768 году эти инвалидные служащие команды расформированы на составление губернских, областных городовых и уездных штатных рот и команд (сочетали обязанности полиции и внутренних войск).
«Отосланные в Московские богадельни» в 1711 составили первую группу инвалидов неслужащих. Указом 3 мая 1720 года Пётр I повелел всех офицеров и нижних чинов, которые окажутся неспособными к службе за ранами, увечьями или старостью, определять на жительство в монастыри и богадельни и выдавать им пожизненно содержание по гарнизонным окладам. В дальнейшем Петром был подготовлен ряд так и не принятых указов о превращении всех монастырей в военные богадельни. Положение, когда «неслужащие инвалиды» направлялись в монастыри, но продолжали пожизненно числиться на военной службе, сохранялось до указа Екатерины Второй о секуляризации монастырских владений (1764). В 1724 году женатым инвалидам, неспособным к дальнейшей службе, дозволено селиться в городах и пожизненно получать жалование по гарнизонному окладу.

## Лейб-гвардии Московский Батальон
Созданная Петром гвардия изначально стала обособляться от прочих частей армии, и для утративших способность служить в полевых войсках гвардейских солдат и офицеров (ограниченно годных к службе) вместо отправки в гарнизонные части в Москве с 1703 существовали «оставные» (или отставные) гвардейские роты, в 1726 при Екатерине Первой сведённые в Лейб-гвардии Московский Батальон. Довольно скоро место заслуженных ветеранов гвардии в батальоне заняли списываемые туда «гвардейские отбросы».
В 1764 Екатериной Второй батальон сокращён в штате (медицинским освидетельствованием) и переименован в Муромскую лейб-гвардии инвалидную служащую команду, куда и был переведён. При этой команде была учреждена и команда неслужащих гвардейских инвалидов.
Обе команды были упразднены в феврале 1811 в ходе общей реформы войск. Вместо них была сформированы гвардейская рота неслужащих инвалидов, упразднённая в 1823 году.

## Команды неслужащих инвалидов 1764—1823
В 1736 для дворян установлен минимальный срок службы — 25 лет, по истечении которого дворянин мог быть уволен с военной службы. Манифест о вольности дворянства 1762, закрепляя поместья в собственности дворян, устанавливал и возможность офицерам увольняться со службы в любое время, в том числе и «в отставку за ранами» . Екатерина II в 1764 году определила впредь инвалидов в монастыри не помещать, а водворять их на жительство в особо указанные города. Они получали жалованье по особым окладам и в первое время по водворении также квартиры по отводу в натуре — офицеры в течение первых 3 лет, а нижние чины в течение 6 лет. Согласно этому указу, в указанных городах и были созданы команды неслужащих инвалидов и установлен их штат. Численность (штаты для неслужащих инвалидов вскоре были отменены) и количество команд с течением времени менялись. В 1793 вышли дополнения к закону о рекрутской повинности, установившие вместо пожизненного — 25-летний срок службы для рядовых и унтер-офицеров, по истечении которого все военнослужащие, включая неслужащих инвалидов исключались в отставку с выплатой выходного пособия. Позднее категория неслужащих инвалидов более реформам не подвергалась до 1823, когда все команды действительно «настоящих» инвалидов были ликвидированы. Одновременно и солдаты действующих войск по медицинскому освидетельствованию получили возможность выйти в отставку по инвалидности. С момента выхода в отставку как по возрасту (с 1793 по 1823), так и по упразднению в 1823 неслужащих инвалидных команд бывшие солдаты как более не имевшие отношения к армии военными инвалидами уже не именовались.

## Военные богадельни 1830—1918
После упразднения в 1823 году команд неслужащих инвалидов (которые в некоторой степени являлись домами инвалидов) забота о будущем военнослужащих, получивших увечья во время службы почти целиком легла на гражданские власти. Кроме общегородских богаделен, имелись только немногочисленные созданные специально для бывших военнослужащих дворцовые (как пример Монплезир в Павловске) или частные (как пример Богадельня Зубова в Стрельне). Находившиеся как в городских, так и в частных богадельнях бывшие военнослужащие в армии не числились и военными инвалидами не именовались. В Морском министерстве сохранялся Павловский инвалидный дом на Каменном острове в Петербурге (создан в 1778) — находившиеся там 50 человек числились на действительной морской службе. Военное же министерство в 1823—1830 вообще не имело штатных домов инвалидов. Лишь в 1830 Николай Первый учредил Чесменскую Военную Богадельню на 16 офицеров и 400 нижних чинов. И Московскую Военную Богадельню (в 1850 переведена в Измайлово как Измайловская Военная Богадельня на 20 офицеров и 450 нижних чинов). Чесменская и Измайловская военные богадельни имели статус военных частей, были указаны в своде военных постановлений 1839 г. и последующих (1859, 1869). Находившиеся в этих богадельнях увечные военнослужащие числились в армии, именуясь военными инвалидами (и в 1874—1918 соответственно были единственными военными инвалидами по законам Российской Империи).

## Военные служащие инвалидные роты и команды. 1796—1811
Указом Павла Первого в декабре 1796 года при гарнизонных батальонах (взамен взятых из гарнизонных войск на пополнение полевых частей гренадерских рот — то есть лучших солдат гарнизона) образованы были инвалидные роты. Тогда же в Петропавловской крепости была учреждена особая инвалидная команда, для надзора за арестантами. Являлась одной из первых конвойных частей (эта команда, в 1818 развернутая в подвижную инвалидную роту, а позднее переименованная в Санкт-Петербургскую местную команду, просуществовала при тамошней тюрьме до 1917). В апреле 1804 года для охраны Александровской мануфактуры были учреждены четыре инвалидные роты. Являлись первой частью из частей по охране особо важных предприятий промышленности, имевших в своём именовании прилагательное «инвалидный». В сентябре 1804 года первые инвалидные части появились и в охране Императорских дворцов — были учреждены инвалидные роты при Гатчинских и Павловских Дворцах и парках. В 1809 году была создана первая самостоятельная крепостная инвалидная рота (части укрепрайонов) — в малой крепости Нарва.
В 1810 году в Шлиссельбургской тюрьме для надзора за арестантами сформирована инвалидная рота (расформирована в 1870 году одновременно с временным упразднением тамошней политической тюрьмы).
Все эти роты предполагалось комплектовать преимущественно здоровыми женатыми ветеранами, выслужившими 20 лет в полевой армии или гвардии. Части, назначенные на охрану дворцов, политических тюрем и части заводов (преимущественно Петербурга), действительно были сформированы из этого контингента. В роты же при гарнизонных батальонах преимущественно попали списанные из полевой армии «порочные офицеры и нижние чины». Но все служившие в инвалидных ротах и командах именовались военными инвалидами (вплоть до упразднения или переименования частей) и получали «инвалидное» содержание (меньшее, чем полевое и гарнизонное).
В 1811 году произошла общая реформа войск, в том числе подверглись реорганизации и внутренние инвалидные части, которые были разделены их на три разряда: подвижных, служащих и неслужащих (про неслужащих выше).

## Служащие инвалидные команды 1811—1864 (1881)
В 1811 году произошло сокращение внутренних войск Российской Империи. Большинство рот гарнизонных батальонов были отправлены на сформирование новых полевых полков. Оставшиеся от батальонов немногочисленные роты (преимущественно инвалидные, сформированные в 1796 году) вместе со сформированными в 1768 году штатными командами образовали внутренние гарнизонные батальоны (в областных и губернских центрах) и уездные команды (во всех уездных городах Европейской части Российской Империи) в составе этих батальонов. При этом уездные команды наименованы служащими инвалидными командами. Название «служащие» дано было этим командам для отличия от продолжавших ещё существовать неслужащих инвалидных команд, тоже расположенных во многих уездных городах (например, в Шацке имелись одновременно Шацкая служащая инвалидная команда и Шацкая неслужащая инвалидная команда). Учитывая мобилизацию армии к войне 1812 года и нехватку состава, уездные команды комплектовались и вооружались кем и чем придётся по остаточному принципу. Тем не менее некоторые инвалидные команды приняли довольно активное участие в партизанской войне 1812 года. Такой же принцип комплектования был и позднее, вплоть до 1881 года. В обязанности уездных служащих инвалидных команд входили: караульная служба (у казённых казначейств, хлебных и соляных магазинов, пороховых погребов и т. п.), охрана острогов, препровождение арестантов, первоначальное обучение рекрутов, ликвидация крестьянских выступлений в уезде и пр. Кроме того, в обязанность начальников уездных инвалидных команд вменялось производить довольствие (денежное и продовольственное) находившихся «в отпуску либо на излечении» на территории уезда офицеров и нижних чинов.
В 1816 году во всех губернских и областных городах были созданы служащие инвалидные команды, также включённые в состав внутренних гарнизонных батальонов. С 1817 года на почтовых трактах, в том числе и Владимирке, стали формировать этапные пешие и конные команды. В 1818 году при некоторых соляных озёрах созданы служащие соляные команды, включённые в состав внутренних гарнизонных батальонов. Чуть позже были сформированы уездные инвалидные команды в Сибири, на Кавказе и в Привислянском крае.
В 1823 году в связи с упразднением неслужащих инвалидных команд приставка «служащие» у уездных, городских и соляных команд исчезла.
В 1854 году Кольская уездная инвалидная команда участвовала в отражении английского нападения. К 1856 году в Российской Империи имелось 564 уездных, 296 этапных и 5 соляных инвалидных команд Корпуса Внутренней Стражи.
Теоретически, согласно действовавшим тогда законам (ПСЗРИ), инвалидные части служащих инвалидов должны были комплектовать либо ветераны (прослужившие не менее 15 лет), либо признанные негодными к полевой службе (нынешняя категория «ограниченно годных»). Но на практике довольно часто призванные по рекрутской повинности все свои 25 лет так и служили в уездных инвалидных командах, как часто случался и перевод людей аморального поведения (но не имевших физических недостатков) из полевой армии в «гарнизу» (гарнизонные батальоны), а те, в свою очередь, часто сразу сплавляли этот контингент в подчинённые им инвалидные роты и команды. Таким образом, уездные инвалидные команды на всём своём протяжении представляли «дно» Российской императорской армии рекрутского комплектования.
После Крымской войны происходит постепенное сокращение числа инвалидных команд.
В августе 1864 года Корпус Внутренней Стражи был реорганизован, и все оставшиеся к тому времени инвалидные команды были переименованы в уездные или этапные команды. Соответственно и служившие в этих командах перестали именоваться военными инвалидами. Хотя принцип комплектования до введения всеобщей воинской обязанности остался прежний. В 1874 году команды переименованы из уездных в местные, тогда же введена всеобщая воинская обязанность, и бывших «военных инвалидов» в этих командах постепенно сменили солдаты срочной службы — правда, ненадолго — в 1881 году большинство этих команд было упразднено. Хотя некоторые этапные инвалидные команды постепенным преобразованием в конвойные части «дотянули» даже до XXI века (часть конвойных войск СССР сформирована на основе конвойных команд Российской империи).

## Подвижные инвалидные роты 1811—1864
Подвижными (подвижные инвалидные роты) названы были отдельные роты, предназначенные для охраны особо важных объектов (оружейных и горных заводов, казённых фабрик и тюрем), в качестве гарнизонов некоторых малых крепостей (например, Нарва, Свартхольм), при военных поселениях и госпитальную прислугу (включая полевые госпитали при армиях). Роты начали формироваться в 1804 году. Собственных названий не имели, а именовались «Подвижная рота №…» . Часто меняли номер. Максимального количества достигли в 1834 — имелось 16 гвардейских и 117 армейских подвижных инвалидных рот. Позже начинается сокращение их числа, в 1864 году подверглись реорганизации с исчезновением из названия оставшихся частей прилагательного «инвалидный». Соответственно и служившие в этих командах перестали именоваться военными инвалидами. Гвардейские подвижные инвалидные роты несли охрану Императорских дворцов и парков, а также состояли при казармах гвардейских полков (КЭЧ). Организационно вместе с Лейб-Гвардии Гарнизонным Батальоном составляли Гвардейскую инвалидную бригаду. Комплектовались исключительно из служивших в гвардии: ветеранами (несшие охрану дворцов и парков роты) и неспособными к полевой службе (роты при казармах). Роты при казармах, как «инвалидные» команды просуществовали до начала 1880-х годов при каждой гвардейской части.
Номерные подвижные инвалидные роты, несшие охрану особо важных объектов (оружейных и горных заводов, казённых фабрик и тюрем) и в качестве гарнизонов некоторых малых крепостей, комплектовались армейскими ветеранами либо рекрутами, роты при госпиталях — неспособными к полевой службе. Лица, служившие в них, именовались военными инвалидами (по 1864 год), хотя часто начинали рекрутами службу в этих самых инвалидных ротах. Значительная часть инвалидных рот при госпиталях в 1864 году, преобразованная в госпитальные команды, просуществовала как воинские формирования до 1918 года.

## Инвалидные роты при полевых войсках
При императоре Николае Павловиче в некоторых частях полевых войск (пехоте, кавалерии, артиллерии и инженеров), преимущественно действовавших на Кавказе, для охраны и обслуживания казарм, кухонь и обозов из ветеранов и неспособных к полевой службе (категории ограниченно годных) были сформированы инвалидные роты, полуроты, третьроты либо четвертьроты. Служащие в них также именовались военными инвалидами. При Александре II преобразованы в нестроевые роты (или команды) тех же частей.

## В произведениях
В николаевской России солдаты-инвалиды дежурили на городских заставах. В. А. Гиляровский писал: «Вереницы ожидающих своей очереди стояли у заставы, дожидаясь, когда поднимется шлагбаум. Наконец, тому или другому проезжающему по чинам и званиям, давался пропуск и с крыльца кордегардии унтер командовал инвалиду у шлагбаума: — Подвысь!.. Инвалид гремел цепью шлагбаума. Пестрое бревно „подвешивалось“, и снова за пропущенным опускалось до нового: — „Подвысь!“ Но вот заливается по Питерской дороге курьерский колокольчик и всё приходит в движение. Освобождают правую часть дороги, и бешено несётся курьерская или фельдъегерская тройка. Инвалид не ждёт команды — „Подвысь“, а, подняв бревно, вытягивается во фрунт. Он знает, что это или фельдъегерь, или курьер, или государственного преступника везут… Все остальные обязаны были подвязывать колокольчик, не доезжая до Москвы».
Инвалид у шлагбаума упоминается в стихотворении А. С. Пушкина «Дорожные жалобы»:

 Иль чума меня подцепит,

 Иль мороз окостенит,

 Иль мне в лоб шлагбаум влепит

 Непроворный инвалид…